# Arichanna nigricaria
Arichanna nigricaria là một loài bướm đêm trong họ Geometridae.